# Most Wanted (álbum de Hilary Duff)
Most Wanted é a primeira coletânea da atriz e cantora estadunidense Hilary Duff, lançada em 10 de agosto de 2005 através da Hollywood Records. O álbum é composto por dez faixas anteriormente lançadas (três das quais foram remixadas) e três canções inéditas: "Wake Up", "Beat of My Heart" e "Break My Heart". Uma edição deluxe do álbum, subtitulada The Collector's Signature Edition, também foi lançada, contendo remixes adicionais e a faixa inédita "Supergirl". A princípio, Duff ficou preocupada com a reação dos fãs ao material inédito, já que elas carregam um "som totalmente diferente" e são mais dançantes do que suas músicas anteriores.
Após seu lançamento, Most Wanted recebeu avaliações principalmente negativas dos críticos musicais, os quais o consideraram um lançamento prematuro, afirmando que Duff não possuía material suficiente para lançar uma coletânea. Entretanto, as faixas produzidas pelo Dead Executives receberam comentários favoráveis; os críticos escreveram que elas se destacaram do resto do álbum. Nos Estados Unidos, a coletânea estreou no topo da Billboard 200, tornando-se o segundo álbum de Duff a alcançar a primeira posição e fazendo dela a segunda solista na história a atingir a liderança da tabela duas vezes, com menos de 18 anos, e sexta no geral. Posteriormente recebeu o certificado de platina da Recording Industry Association of America (RIAA). Nos demais territórios, estreou no topo da tabela de álbuns canadense e alcançou o top dez na Austrália, Irlanda, Itália, Japão e Nova Zelândia.
Quatro singles foram lançados do álbum. O primeiro single, "Wake Up", foi lançado em julho de 2005 e atingiu o top dez em múltiplos países, incluindo Itália, Noruega e Reino Unido. Nos Estados Unidos, a canção alcançou a 29ª posição da Billboard Hot 100 e recebeu o certificado de ouro da RIAA. Seu videoclipe apresenta Duff retratando estilos de cidades de todo o mundo como Londres e Tóquio. O segundo single, "Beat of My Heart", conquistou o top vinte na Austrália, Itália e Espanha. "Supergirl" foi lançada em fevereiro de 2006 exclusivamente na iTunes Store como single promocional, enquanto "Fly", originalmente lançada como primeiro single de Hilary Duff, foi relançada ao longo da Europa como último single da coletânea. Para divulgar o projeto, Duff embarcou na turnê mundial Still Most Wanted Tour entre julho de 2005 e setembro de 2006.

## Lista de faixas
| Most Wanted – Edição norte-americana |                                         |                                                            |                                |         |  |
| N.º                                  | Título                                  | Compositor(es)                                             | Álbum original                 | Duração |  |
| 1.                                   | "Wake Up"                               | Hilary Duff Dead Executives                                |                                | 3:38    |  |
| 2.                                   | "The Getaway"                           | Julian Bunetta James Michael                               | Hilary Duff, 2004              | 3:37    |  |
| 3.                                   | "Beat of My Heart"                      | Hilary Duff Dead Executives                                |                                | 3:09    |  |
| 4.                                   | "Come Clean" (Remix 2005)               | Kara DioGuardi John Shanks                                 | Metamorphosis, 2003            | 3:44    |  |
| 5.                                   | "Mr. James Dean"                        | Hilary Duff Haylie Duff Kevin De Clue                      | Hilary Duff                    | 3:29    |  |
| 6.                                   | "So Yesterday"                          | Charlie Midnight Lauren Christy Scott Spock Graham Edwards | Metamorphosis                  | 3:35    |  |
| 7.                                   | "Metamorphosis"                         | Hilary Duff Midnight Chico Bennett Andre Recke             | Metamorphosis                  | 3:28    |  |
| 8.                                   | "Rock This World" (Remix 2005)          | Hilary Duff Midnight Denny Weston Jr. Ty Stevens           | Hilary Duff                    | 3:58    |  |
| 9.                                   | "Break My Heart"                        | Hilary Duff Dead Executives                                |                                | 3:21    |  |
| 10.                                  | "Fly"                                   | DioGuardi Shanks                                           | Hilary Duff                    | 3:43    |  |
| 11.                                  | "Girl Can Rock"                         | Midnight Weston                                            | Metamorphosis                  | 3:04    |  |
| 12.                                  | "Our Lips Are Sealed" (com Haylie Duff) | Jane Wiedlin Terence Hall                                  | A Cinderella Story, 2004       | 2:40    |  |
| 13.                                  | "Why Not" (Remix 2005)                  | Midnight Matthew Gerrard                                   | The Lizzie McGuire Movie, 2003 | 2:59    |  |
| Duração total:                       | Duração total:                          | Duração total:                                             | Duração total:                 | 44:25   |  |

| Most Wanted – Edição internacional (faixa escondida) |                     |                |                |         |  |
| N.º                                                  | Título              | Compositor(es) | Álbum original | Duração |  |
| 14.                                                  | "I Am" (Remix 2005) | Diane Warren   | Hilary Duff    | 4:03    |  |
| Duração total:                                       | Duração total:      | Duração total: | Duração total: | 48:58   |  |

| Most Wanted – Edição das Lojas Target (faixas bônus) |                                 |                   |                |         |  |
| N.º                                                  | Título                          | Compositor(es)    | Álbum original | Duração |  |
| 14.                                                  | "Do You Want Me?" (AOL Session) | DioGuardi Gerrard | Hilary Duff    | 3:44    |  |
| 15.                                                  | "I Am" (Remix 2005)             | Warren            | Hilary Duff    | 4:03    |  |
| Duração total:                                       | Duração total:                  | Duração total:    | Duração total: | 52:44   |  |